# Nikołaj Michajłow (kolarz)
Nikołaj Michajłow (ur. 8 kwietnia 1988) – bułgarski kolarz szosowy. W sezonie 2013 zawodnik grupy CCC Polsat Polkowice.

## Najważniejsze osiągnięcia
2014
- 2. miejsce - Bałtyk - Karkonosze Tour

2013
- 5. miejsce w Ślężański Mnich

2012
- 1. miejsce w Mistrzostwa Bułgarii, ITT

2011
- 1. miejsce w Mistrzostwa Bułgarii, ITT
- 3. miejsce w Mistrzostwa Bułgarii, start wspólny

2010
- 3. miejsce w Mistrzostwa Bułgarii, start wspólny